# The Piano Tour Live
The Piano Tour Live is een livealbum van Rick Wakeman.
Dit concert dat is opgenomen in de King’s Church te Newport, Gwent, Wales werd in eerste instantie uitgegeven in 1995 als videoband. De administratie van Wakeman was echter een puinhoop en in 2001/2002 bracht Voiceprint Records een aantal titels opnieuw uit met als extraatje de Treasure Chest Box. Een van de titels die toen verscheen was de dubbelcompact disc The Piano Tour Live. Het is een van de albums waarop Wakeman als een soort ceremoniemeester verhaaltjes vertelt rond zijn leven in de muziek (in en uit en in en uit Yes) en dus ook de liedjes op het album. Een ander concert uit de reeks is verschenen als Simply Acoustic, die is opgenomen in de Verenigde Staten.  

## Musici
- Rick Wakeman – toetsinstrumenten

## Tracklist
Allen van Wakeman, behalve waar vermeld.

| Nr. | Titel | Duur  |
| --- | --- | ----- |
| 1.  | Introduction | 5:36  |
| 2.  | Buy A Broom / Elgin Mansions | 11:30 |
| 3.  | A Glimpse of Heaven (Dave Cousins)                                                                                                 | 9:55  |
| 4.  | Space Oddity / Life on Mars? (David Bowie)                                                                                         | 10:08 |
| 5.  | And You and I / Wondrous Stories / The Meeting (Anderson, Squire, Bruford, Howe) / (Anderson) / (Anderson, Bruford, Howe, Wakeman) | 9:28  |

| Nr. | Titel                                                                              | Duur  |
| --- | ---------------------------------------------------------------------------------- | ----- |
| 1.  | Introduction                                                                       | 2:00  |
| 2.  | The Nursery Rhyme Concerto                                                         | 20:30 |
| 3.  | Gone But Not Forgotten                                                             | 10:06 |
| 4.  | Morning Has Broken (traditional)                                                   | 4:27  |
| 5.  | Eleanor Rigby (Paul McCartney)                                                     | 9:55  |
| 6.  | The Lord’s Prayer / The Day Thou Gavest Lord Hath Ended (Wakeman) / (traditional)) | 5:30  |